# Simone Manigrasso
Simone Manigrasso (Monza, 15 settembre 1990) è un atleta paralimpico italiano specializzato nelle gare di velocità e appartenente alla categoria T64 dal 2018 (fino al 2017 era classificato come T44).

## Biografia
Amputato alla gamba destra sotto il ginocchio nel 2013 a causa di un incidente motociclistico, iniziò a praticare l'atletica leggera nel 2016 nella G.S.H. Pegaso di Asti. Lo stesso anno prese parte ai campionati europei di atletica leggera paralimpica di Grosseto, dove si classificò settimo nei 100 metri piani T44 e sesto nei 200 metri piani T44. Nel 2017, ai mondiali paralimpici di Londra fu medaglia d'argento nei 400 metri piani T44 e nella staffetta 4×100 metri T42-47, classificandosi inoltre sesto nei 200 metri piani T44.
Nel 2018 passò al Gruppo Sportivo Fiamme Gialle e la sua classificazione passò da T44 a T64. In quell'anno prese parte ai campionati europei paralimpici di Berlino, dove conquistò la medaglia di bronzo nei 100 e 200 metri piani T64 e quella d'argento nella staffetta 4×100 metri T42-47/61-64. L'anno successivo si classificò quinto, sesto e settimo rispettivamente nei 200 e 100 metri piani T64 e nella staffetta universale ai mondiali paralimpici di Dubai.
Nel 2021 partecipò ai campionati europei paralimpici di Bydgoszcz: arrivò in finale nei 100 metri piani T64, dove però non arrivò a tagliare il traguardo; era anche nella lista dei partenti della finale dei 200 metri piani T64, ma non si presentò ai blocchi di partenza.

## Palmarès
| Anno | Manifestazione       | Sede      | Evento                         | Risultato | Prestazione | Note |
| ---- | -------------------- | --------- | ------------------------------ | --------- | ----------- | ---- |
| 2016 | Europei paralimpici  | Grosseto  | 100 m piani T44                | 7º        | 12"60       |      |
| 2016 | Europei paralimpici  | Grosseto  | 200 m piani T44                | 6º        | 25"02       |      |
| 2017 | Mondiali paralimpici | Londra    | 200 m piani T44                | 6º        | 23"66       |      |
| 2017 | Mondiali paralimpici | Londra    | 400 m piani T44                | Argento   | 54"07       |      |
| 2017 | Mondiali paralimpici | Londra    | Staffetta 4×100 m T42-47       | Argento   | 43"32       |      |
| 2018 | Europei paralimpici  | Berlino   | 100 m piani T64                | Bronzo    | 11"81       |      |
| 2018 | Europei paralimpici  | Berlino   | 200 m piani T64                | Bronzo    | 23"11       |      |
| 2018 | Europei paralimpici  | Berlino   | Staffetta 4×100 m T42-47/61-64 | Argento   | 44"17       |      |
| 2019 | Mondiali paralimpici | Dubai     | 100 m piani T64                | 6º        | 11"37       |      |
| 2019 | Mondiali paralimpici | Dubai     | 200 m piani T64                | 5º        | 22"87       |      |
| 2019 | Mondiali paralimpici | Dubai     | Staffetta universale           | 7º        | 52"26       |      |
| 2021 | Europei paralimpici  | Bydgoszcz | 100 m piani T64                | Finale    | dnf         |      |
| 2021 | Europei paralimpici  | Bydgoszcz | 200 m piani T64                | Finale    | dns         |      |